# Hans Neusel (Politiker)
Hans Neusel (* 18. Dezember 1914 in Hohenkirchen; † 10. August 1999 in Vellmar) war ein deutscher Politiker (SPD) und Abgeordneter des Hessischen Landtags. Zuvor war er von 1962 bis 1970 Bürgermeister der Gemeine Obervellmar.

## Ausbildung und Beruf
Hans Neusel wurde im Kreis Hofgeismar geboren und machte nach der Mittleren Reife eine Handwerkslehre, wurde jedoch im Zweiten Weltkrieg 1940 schwer verwundet und arbeitete seither im Verwaltungsdienst, zuletzt als Oberinspektor der Kreisverwaltung Kassel.

## Politik
Hans Neusel war Mitglied der SPD und dort in einer Reihe von Vorstandsämtern tätig. So war er Unterbezirksvorsitzender (ab 1954), Kreisvorsitzender im Kreis Kassel und Mitglied des Bezirksvorstandes.
Kommunalpolitisch war er Gemeindevertreter in Obervellmar und amtierte 1962 bis 1970 dort als hauptamtlicher und letzter Bürgermeister der Gemeinde. Gleichzeitig war er Mitglied des Kreistags Kassel-Land und führte dort die SPD-Fraktion von 1956 bis 1971.
Hans Neusel war 2 Wahlperioden lang vom 1. Dezember 1970 bis zum 30. November 1978 Mitglied des hessischen Landtags, dessen Vizepräsident er von 1974 bis 1978 war. 1974 eröffnete er den Landtag als Alterspräsident.
Hans Neusel war Mitglied der 6. Bundesversammlung.